# 本間近江守
本間 近江守（ほんま おうみのかみ、生年不詳 - 天文15年4月20日（1546年5月19日））は、戦国時代の武将、山内上杉氏の家臣。
上杉憲政の家臣だったが、禁制の出ていた鹿狩りを行ったために出奔。その際に長野業正らに後北条氏への間者の命を受けたという。北条氏康に仕えたが、間もなく上杉氏に帰参する。天文15年、河越城の戦いに出陣するが、北条勢の急襲に遭い、憲政を逃がす事に成功するが自身は討死した。
その後、子息の本間甚五衛門は寛永14年(1637)深谷本間家の始祖となり、本間近江守重行ら両親の遺骨を同町内の浄土宗の長福寺に葬った。これ以降、深谷本間家として、明治になるまで広大な土地を有した。一説では、現在の深谷駅から仙元山まで、本間家の有する土地だけを通り、行くことが出来たといわれている。